# Acaic de Corint
Acaic era un cristià de Corint que, segons la Bíblia, juntament amb Fortunat i Estèfanes, va portar una carta dels corintis a Sant Pau, i de Sant Pau als corintis. ［1 Co 16:17］ ［1 Co 16:15］ El seu nom significa «originari d'Acaia»
Segons la tradició de l'Església Ortodoxa, Acaic és també sovint comptat com un dels Setanta deixebles, un grup dels primers seguidors enviat per Jesús a l'Evangeli de Lluc. El relat bíblic no esmenta els noms dels setanta deixebles, però des del segle VII s'han compilat diverses llites que inclouen Acaic.
Acaic és venerat com a sant per l'Església Ortodoxa, l'Església Catòlica Romana i altres Esglésies cristianes. A l'Església Ortodoxa, la seva festivitat es commemora el 15 de juny, amb el seu company Fortunat. També se'l recorda en la Synaxis dels Setanta deixebles el 4 de gener.